# 산술 도함수
수론에서 산술 도함수(算術導函數, 영어: arithmetic derivative)란 정수 상에서 소인수 분해를 기초로 정의된 함수로서, 라이프니츠 법칙을 만족하여 일종의 도함수처럼 계산할 수 있다.

## 정의
우선 음이 아닌 정수에 대해 산술 도함수는 다음과 같이 귀납적으로 정의한다.
- 임의의 소수 {\displaystyle p\!}에 대해 {\displaystyle p'\;=\;1\!}.
- 임의의 {\displaystyle a{\textrm {,}}\,b\;\in \;\mathbb {N} }에 대해 {\displaystyle (ab)'\;=\;a'b\,+\,ab'\!}. (라이프니츠 법칙)

여기에 덧붙여 {\displaystyle 1':=0} 과 {\displaystyle 0':=0} 이라 둔다. 그러면 이상에서 모든 자연수 및 0에 대해 산술 도함수가 잘 정의된다. 구체적으로, 임의의 1보다 큰 정수 {\displaystyle x\!}에 대해 산술의 기본정리를 적용하여 다음과 같이 놓자.
{\displaystyle x=p_{1}^{e_{1}}\cdots p_{k}^{e_{k}}{\textrm {,}}}
여기서 {\displaystyle p_{1},\,\dots ,\,p_{k}}는 서로 다른 소수이며 {\displaystyle e_{1},\,\dots ,\,e_{k}}는 양의 정수이다. 그러면, {\displaystyle x\!}의 산술 도함수는,
{\displaystyle x'=\sum _{i=1}^{k}e_{i}p_{1}^{e_{1}}\cdots p_{i-1}^{e_{i-1}}p_{i}^{e_{i}-1}p_{i+1}^{e_{i+1}}\cdots p_{k}^{e_{k}}=\sum _{i=1}^{k}e_{i}{\frac {x}{p_{i}}}}
와 같이 명시적으로 구할 수 있다. 이러한 정의를 처음으로 공식화한 사람은 E. J. Barbeau인데, Barbeau는 이상의 자연수 및 0에 대한 정의를 받아들이면 음의 정수에 대하여도 {\displaystyle (-x)'\;:=\;-(x')} 와 같이 정의할 경우 모든 정수 상에서 산술 도함수가 유일하게 확장됨을 증명하였다.

## 기본 성질과 확장
산술 도함수는 이상의 정의에 따라 소수 {\displaystyle p\!} 와 양의 정수 {\displaystyle a}에 대해 다음과 같은 거듭제곱 법칙을 만족한다.
{\displaystyle (p^{a})'=ap^{a-1}}
이를테면 다음과 같다.
{\displaystyle {\begin{aligned}81'=(3^{4})'&=(9\cdot 9)'=9'\cdot 9+9\cdot 9'=2[9(3\cdot 3)']\\&=2[9(3'\cdot 3+3\cdot 3')]=2[9\cdot 6]=108=4\cdot 3^{3}.\end{aligned}}}
또 기술한 Barbeau는 유리수에 대하여 다음의 몫의 법칙을 만족하도록 산술 도함수를 확장할 수 있음도 보였다.
{\displaystyle \left({\frac {a}{b}}\right)'={\frac {a'b-b'a}{b^{2}}}\ .}
Victor Ufnarovski와 보 올란데르(Bo Åhlander)는 이상의 정의를 일부 무리수에 대해서도 확장하였다. 이러한 무리수에 대한 확장에서는, 전술한 소인수 분해를 통한 명시적 정의식의 형태는 그대로 적용되나 지수 부분인 {\displaystyle e_{i}}는 임의의 유리수를 취할 수 있다.
나아가, 형식적으로 {\displaystyle (\ln n)':={\frac {n'}{n}}} 와 같이 로그 도함수를 정의할 수 있는데, 이 로그 도함수의 정의역을 자연수에 제한할 경우 완전 가법적 함수(totally additive function)가 된다. 즉, 임의의 자연수 a, b에 대하여,
{\displaystyle (\ln ab)'=(\ln a)'+(\ln b)'}
이 성립하게 된다.

## 평균 차수
산술 도함수와 산술 로그 도함수의 평균 차수(average order)에 대한 다음과 같은 결과가 있다.(이하에서 n 은 자연수이다)
{\displaystyle \sum _{n\leq x}n'=(1/2)T_{0}x^{2}+O(x^{1+\delta })}
{\displaystyle \sum _{n\leq x}{\frac {n'}{n}}=T_{0}x+O(\log x\log \log x)}
여기서 δ는 임의의 양수이며, {\displaystyle T_{0}}는 다음과 같다.
{\displaystyle T_{0}=\sum _{p}{\frac {1}{p(p-2)}}\approx 0.749\ .}

## 부등식과 상하계
E. J. Barbeau는 산술 도함수의 상하계에 대하여 다음 두 부등식이 성립함을 보였다.(이하에서 n 은 자연수이다)
{\displaystyle n'\leq {\frac {n\log _{k}n}{k}}}
여기서 k는 n 의 최소 소인수이며,
{\displaystyle n'\geq sn^{\frac {s-1}{s}}}
여기서 s는 n 을 나누는 소수의 가짓수이다. 이상의 부등식들은 n 이 2의 거듭제곱수일 때, 즉 {\displaystyle n=2^{m}} 꼴에 대해서만 등호가 성립한다.
Alexander Loiko와 요나스 에른스트 올손(Jonas Ernst Olsson), 니클라스 달(Niklas Dahl)은 산술 도함수의 정의역을 앞에서와 같은 방식으로 유리수로 확장했을 때에는, 두 서로 다른 유리수 사이에는 임의로 크거나 작은 산술 도함수를 갖는 유리수들이 존재함을 보임으로써 비슷한 부등식이 성립할 수 없음을 보였다.

## 수론의 문제들과의 관련성
빅토르 우프나롭스키(Victor Ufnarovski)와 보 알란데르는 유명한 수론의 미해결 문제인 쌍둥이 소수 추측, 소수 세짝 추측, 골트바흐의 추측과 산술 도함수가 관련이 있음을 보였다. 예로, 골트바흐의 추측을 가정하면 1보다 큰 자연수 k에 대하여 n' = 2k 을 만족하는 자연수 n 이 항상 존재한다. 또 쌍둥이 소수 추측을 가정하면 k'' = 1 을 만족하는 자연수 k는 무수히 많다.

## 같이 보기
- 수론적 함수
- 미분 리 대수

## 참고 문헌
- Barbeau, E. J. (1961). “Remarks on an arithmetic derivative”. 《Canadian Mathematical Bulletin》 4: 117–122. doi:10.4153/CMB-1961-013-0. Zbl 0101.03702.
- Ufnarovski, Victor; Åhlander, Bo (2003). “How to Differentiate a Number”. 《Journal of Integer Sequences》 6. Article 03.3.4. ISSN 1530-7638. Zbl 1142.11305.
- Arithmetic Derivative 보관됨 2007-10-18 - 웨이백 머신, Planet Math, accessed 04:15, 9 April 2008 (UTC)
- L. Westrick. Investigations of the Number Derivative.
- Peterson, I. Math Trek: Deriving the Structure of Numbers.
- Stay, Michael (2005). “Generalized Number Derivatives”. 《Journal of Integer Sequences》 8. Article 05.1.4. ISSN 1530-7638. Zbl 1065.05019.
- Dahl N., Olsson J., Loiko A., Investigation of the properties of the arithmetic derivative.